# Zorn und Zeit
Zorn und Zeit. Politisch-psychologischer Versuch (ung. "vreden och tiden. Politiskt-psykologiskt försök") är en bok från 2006 av den tyske filosofen Peter Sloterdijk. Den skildrar vredens plats i den västerländska historien, med utgångspunkt i det som Homeros i Iliaden kallar thymos. Sloterdijk menar att en gynnsam form av vrede har undertryckts av först kristendomen och därefter psykoanalysen.
Boken finns bland annat översatt till engelska, franska, italienska och spanska.

## Mottagande
Julia Encke på Frankfurter Allgemeine Zeitung etiketterade Sloterdijk som en "demokratiskt sinnad Nietzscheläsare" på grund av hans sökande efter en ressentimentsfri vrede, och menade att denna bok är "ett första steg" på vägen mot en sådan.
Bokens franska utgåva tilldelades 2008 års Prix européen de l'essai Charles Veillon.